# Pheidole nodgii
Pheidole nodgii är en myrart som beskrevs av Auguste-Henri Forel 1905. Pheidole nodgii ingår i släktet Pheidole och familjen myror.

## Underarter
Arten delas in i följande underarter:
- P. n. maxwellensis
- P. n. nodgii
- P. n. tjibodana
- P. n. verlatenensis
- P. n. zoceana